# Mexigonus arizonensis
Mexigonus arizonensis là một loài nhện trong họ Salticidae.
Loài này thuộc chi Mexigonus. Mexigonus arizonensis được Richard C. Banks miêu tả năm 1904.